# Діллсбург (Пенсільванія)
Діллсбург (англ. Dillsburg) — місто (англ. borough) в США, в окрузі Йорк штату Пенсільванія. Населення — 2635 осіб (2020).

## Географія
Діллсбург розташований за координатами 40°6′37″ пн. ш. 77°2′1″ зх. д. / 40.11028° пн. ш. 77.03361° зх. д. (40.110304, -77.033492).  За даними Бюро перепису населення США в 2010 році місто мало площу 2,07 км², уся площа — суходіл.

## Демографія
Згідно з переписом 2010 року, у селищі мешкали 2563 особи в 1075 домогосподарствах у складі 727 родин. Густота населення становила 1238 осіб/км².  Було 1130 помешкань (546/км²).
Расовий склад населення:
| - 95,6 % — білих - 1,1 % — азіатів - 0,9 % — чорних або афроамериканців - 0,2 % — корінних американців |

До двох чи більше рас належало 2,0 %. Частка іспаномовних становила 1,7 % від усіх жителів.
За віковим діапазоном населення розподілялося таким чином: 26,1 % — особи молодші 18 років, 61,0 % — особи у віці 18—64 років, 12,9 % — особи у віці 65 років та старші. Медіана віку мешканця становила 37,0 року. На 100 осіб жіночої статі у селищі припадало 91,0 чоловіків;  на 100 жінок у віці від 18 років та старших — 87,6 чоловіків також старших 18 років.
Середній дохід на одне домашнє господарство  становив 58 231 долар США (медіана — 46 322), а середній дохід на одну сім'ю — 72 441 долар (медіана — 63 505). Медіана доходів становила 41 731 долар для чоловіків та 36 528 доларів для жінок. За межею бідності перебувало 6,9 % осіб, у тому числі 5,2 % дітей у віці до 18 років та 8,7 % осіб у віці 65 років та старших.
Цивільне працевлаштоване населення становило 1328 осіб. Основні галузі зайнятості: освіта, охорона здоров'я та соціальна допомога — 19,6 %, роздрібна торгівля — 19,3 %, науковці, спеціалісти, менеджери — 10,2 %, виробництво — 9,5 %.